# Biserica Toți Sfinții din Proieni
Biserica „Toți Sfinții” este un monument istoric aflat pe teritoriul satului aparținător Proieni al orașului Brezoi.

## Istoric și trăsături
Se consideră că biserica actuală a fost construită pe locul unui lăcaș mai vechi, care ar fi fost distrus de un incendiu. Pomelnicul bisericii îi numește ca ctitori pe Radu cel Mare, Matei Basarab, Scarlat Voievod și alții, ceea ce poate atesta prezența unei biserici în acest loc înaintea celei actuale.
Pridvorul actual a fost adăugat în anul 1817. Biserica a suferit o modificare a acoperișului în anul 1936, când turnul clopotniței a fost mutat de pe acoperiș în curte. Clopotul datează din anul 1725, fiind donat de episcopul Iosif I al Argeșului. 
Pictura a fost realizată în primii ani ai secolului al XIX-lea (1801-1802) de zugravii Ioan din Ocnele Mari, diaconul Nicolae din Teiuș și Radu.
Amvonul a fost făcut în anul 1817 și zugrăvit de Nicolae Popescu în anul 1875. Scaunul arhieresc din biserică datează din anul 1895 și se află acum la Muzeul Episcopiei.

## Imagini

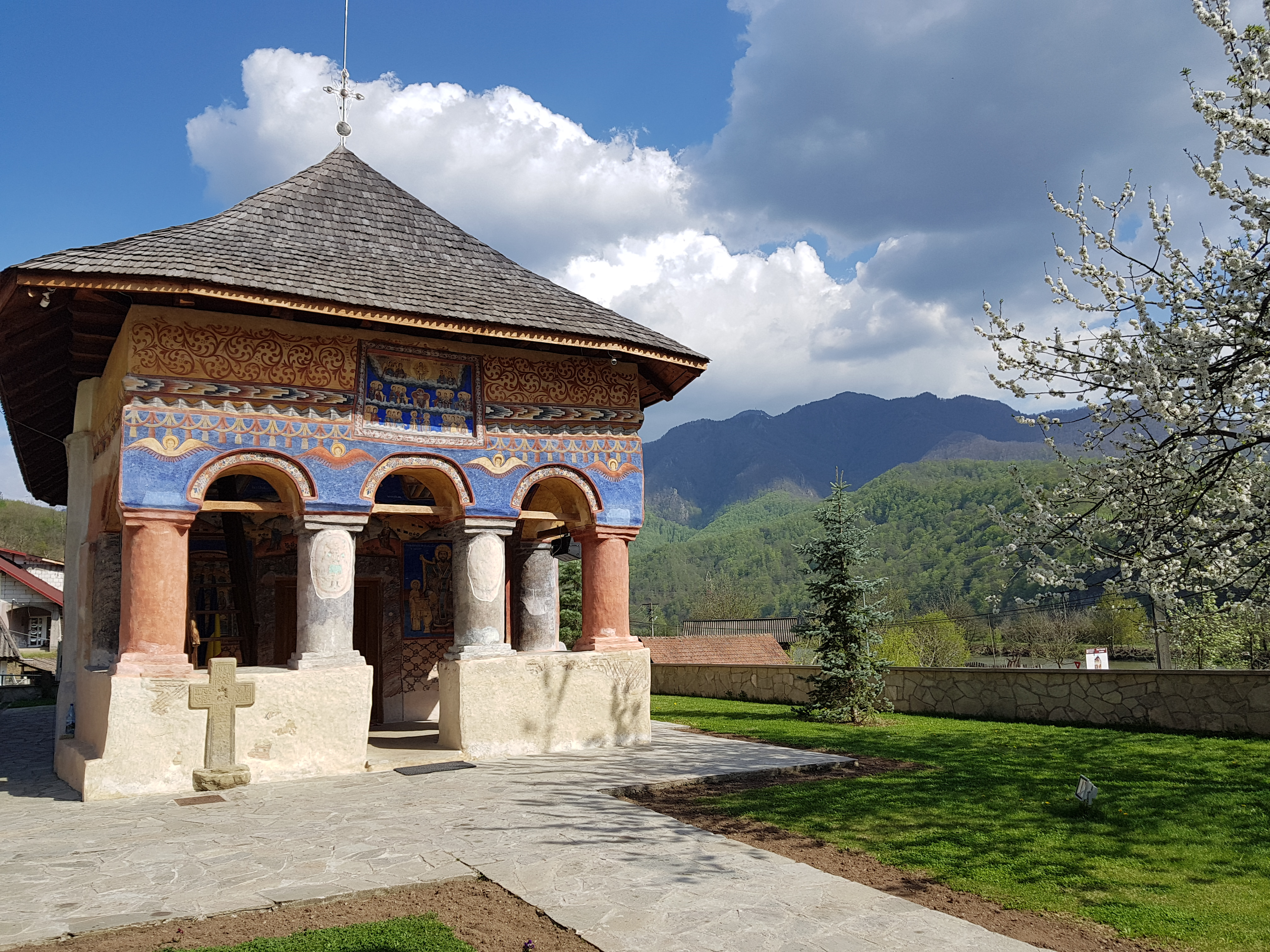
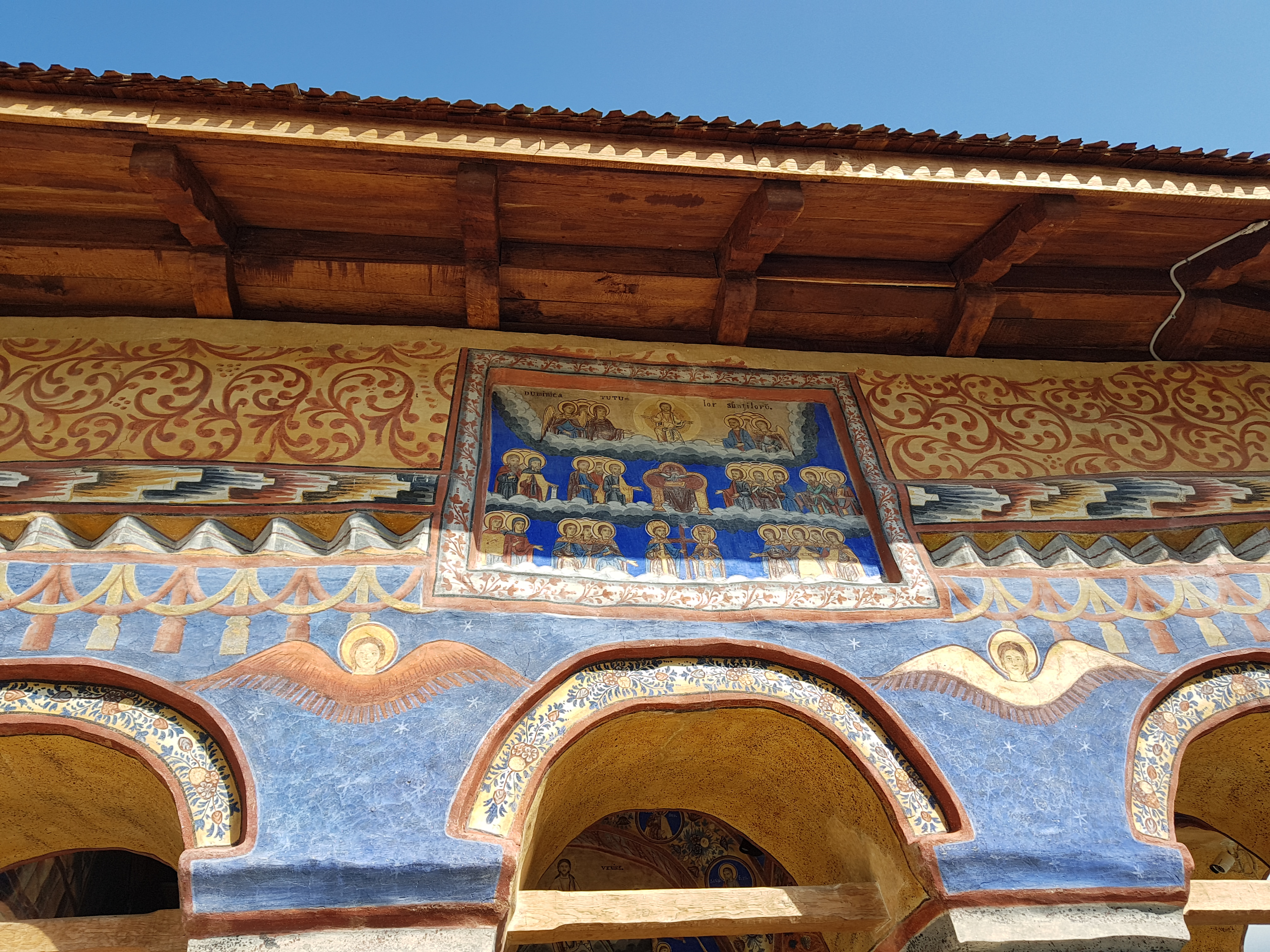
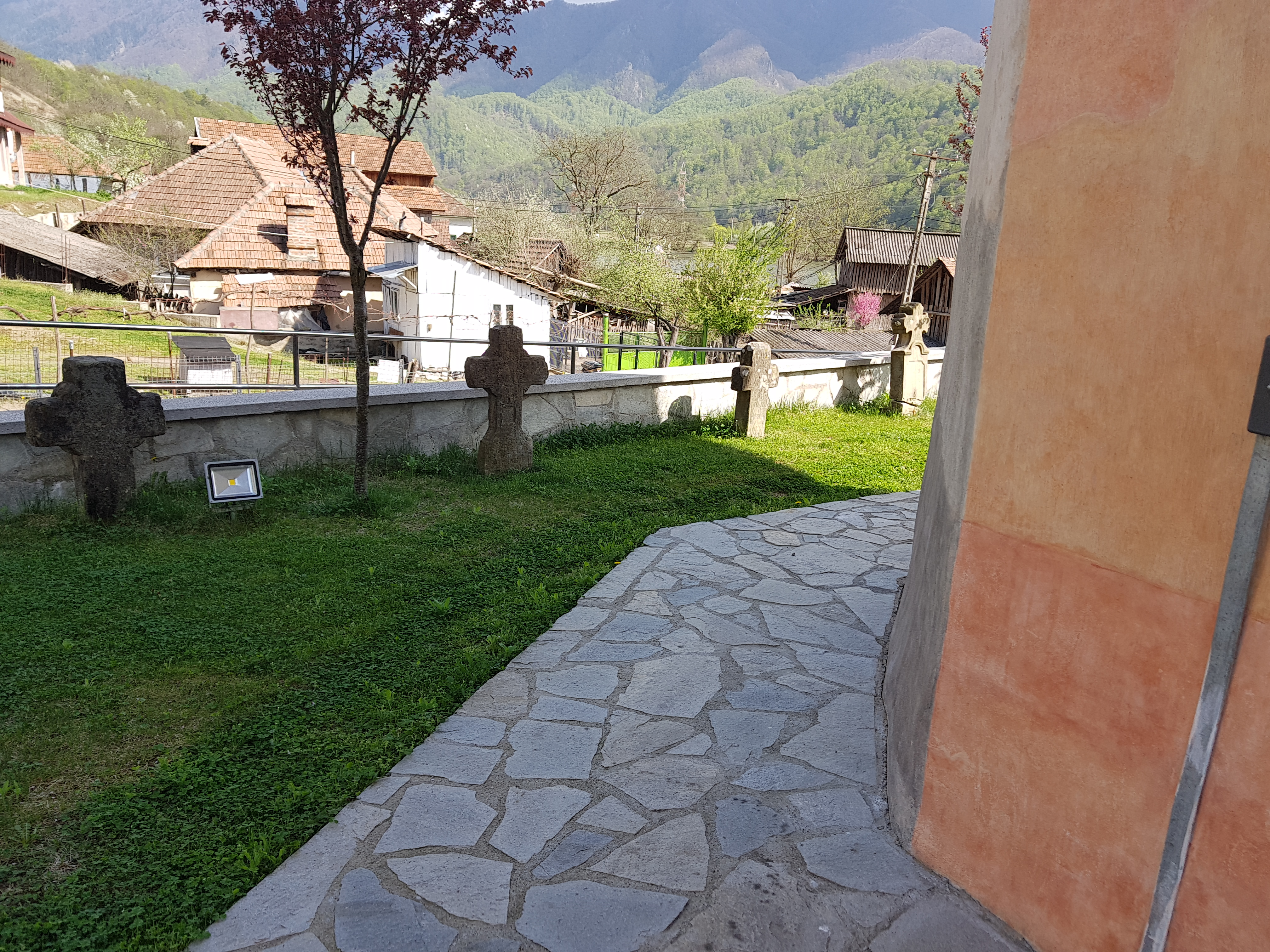
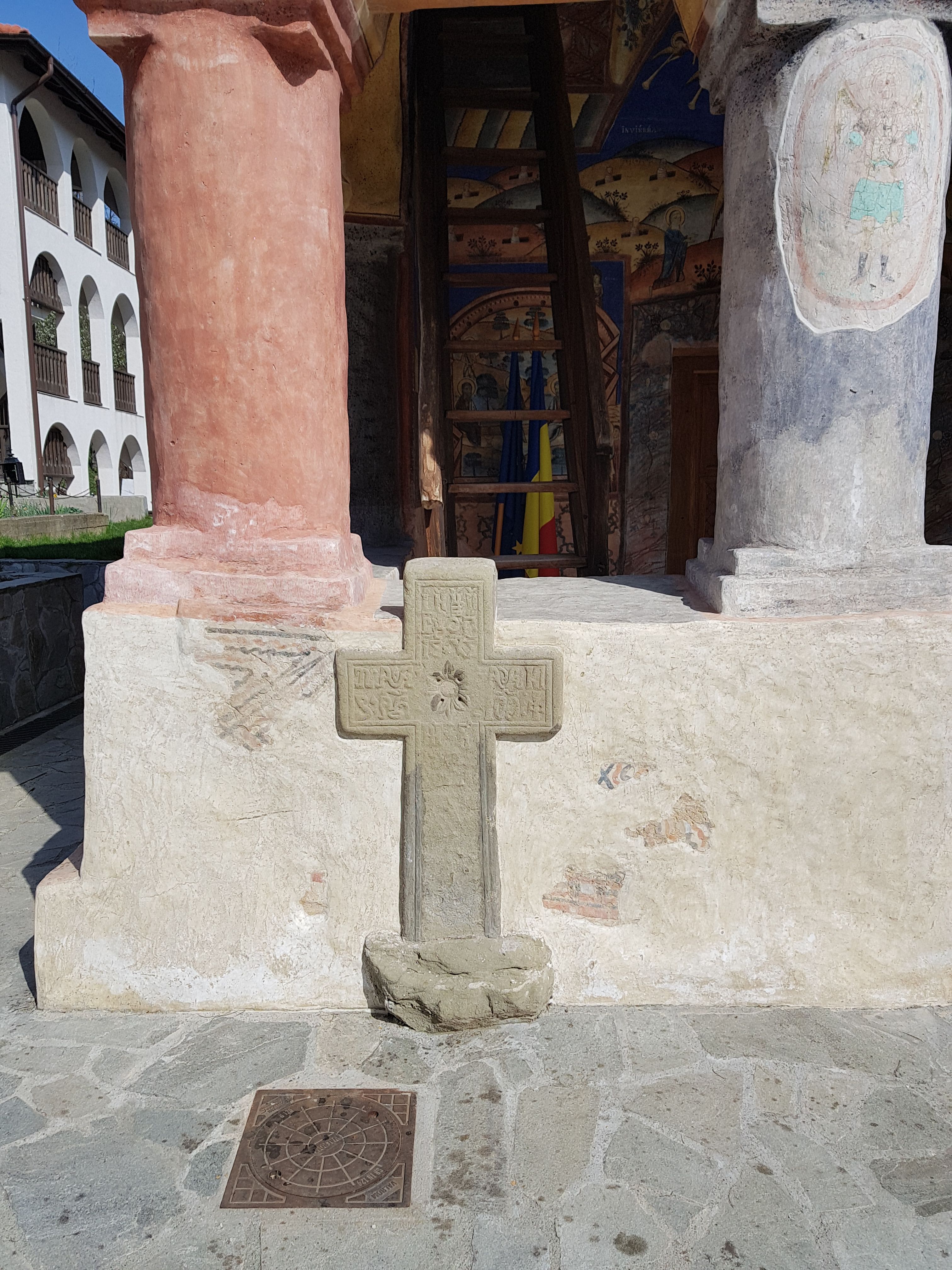
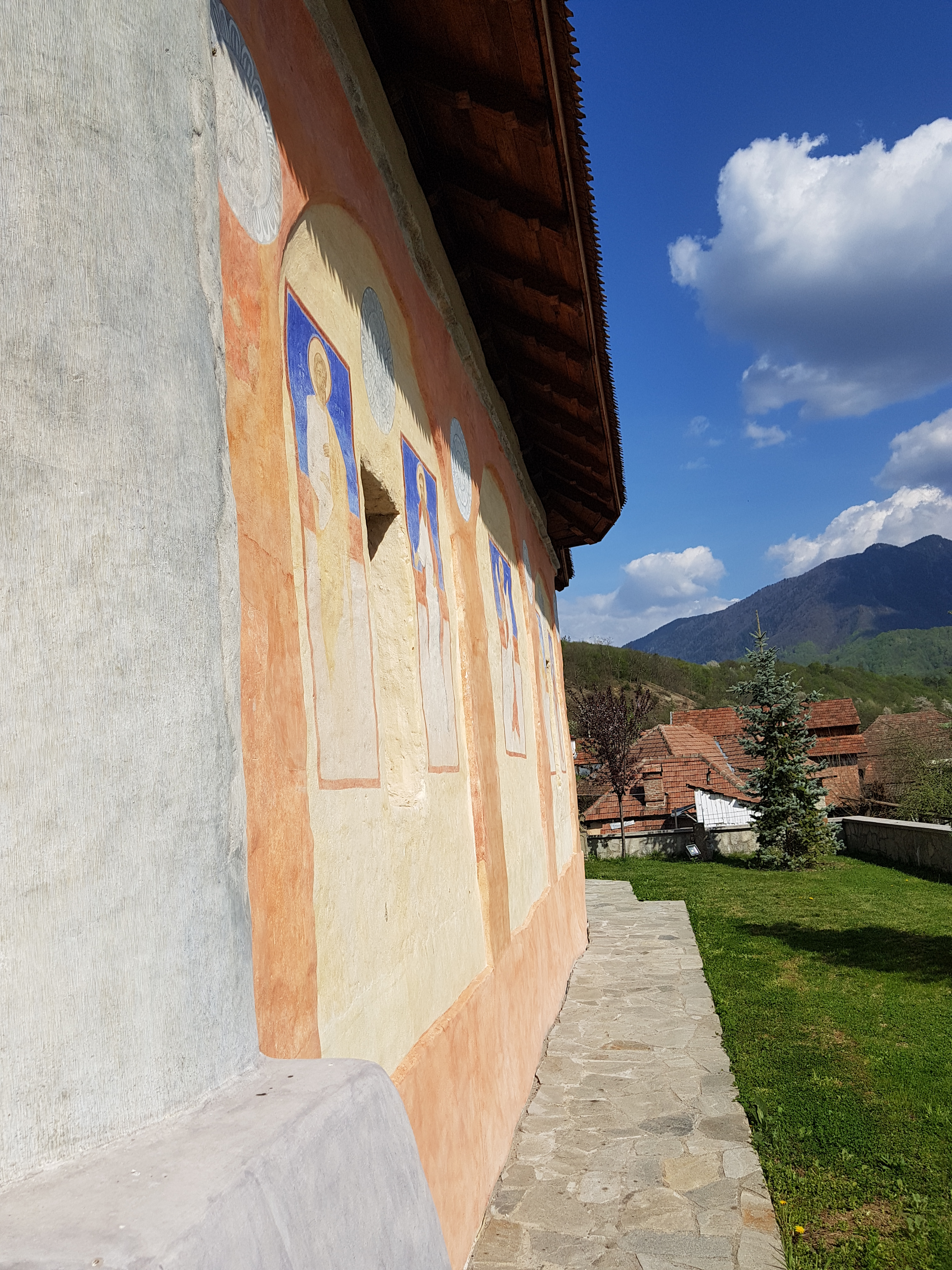
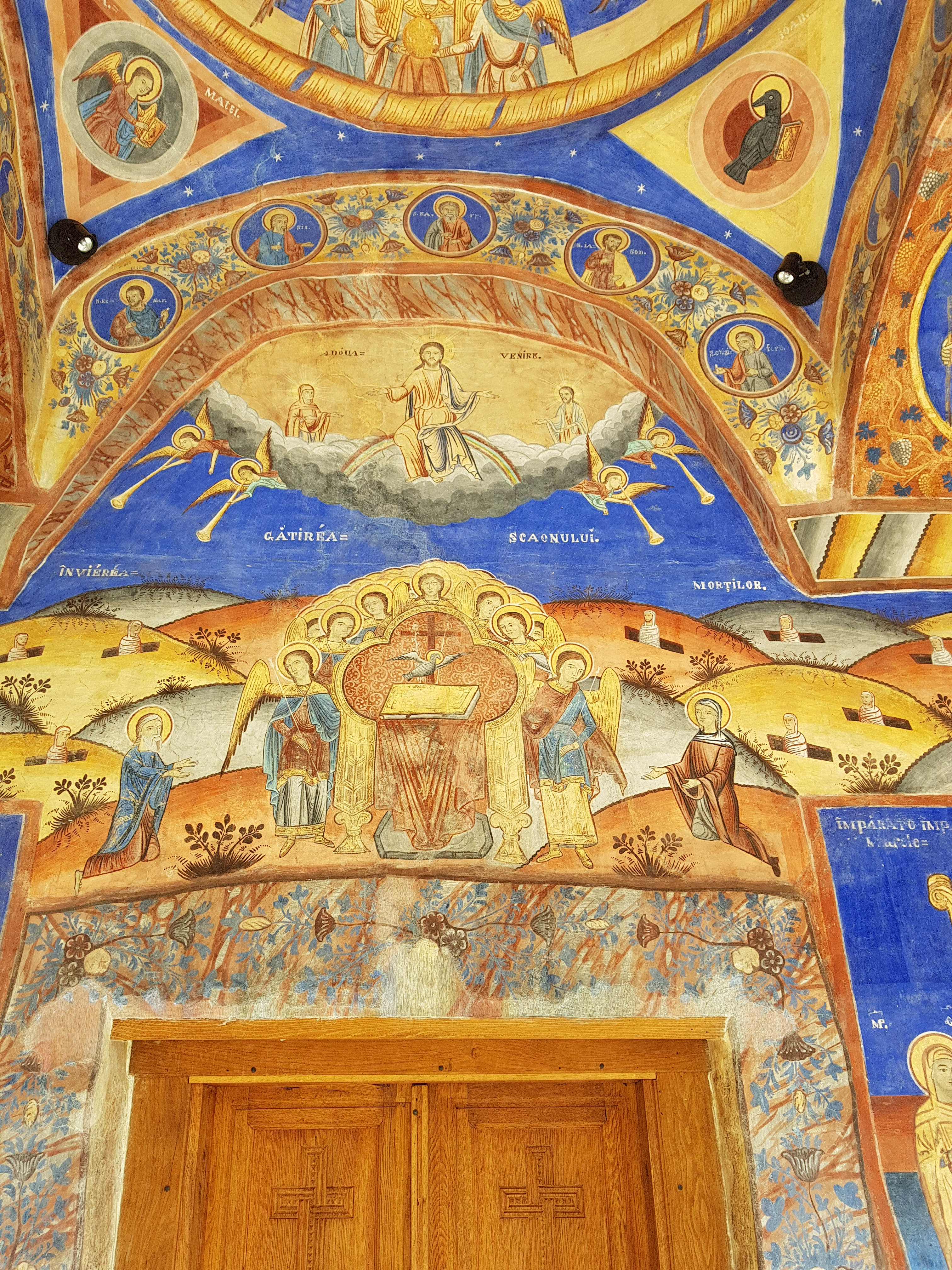
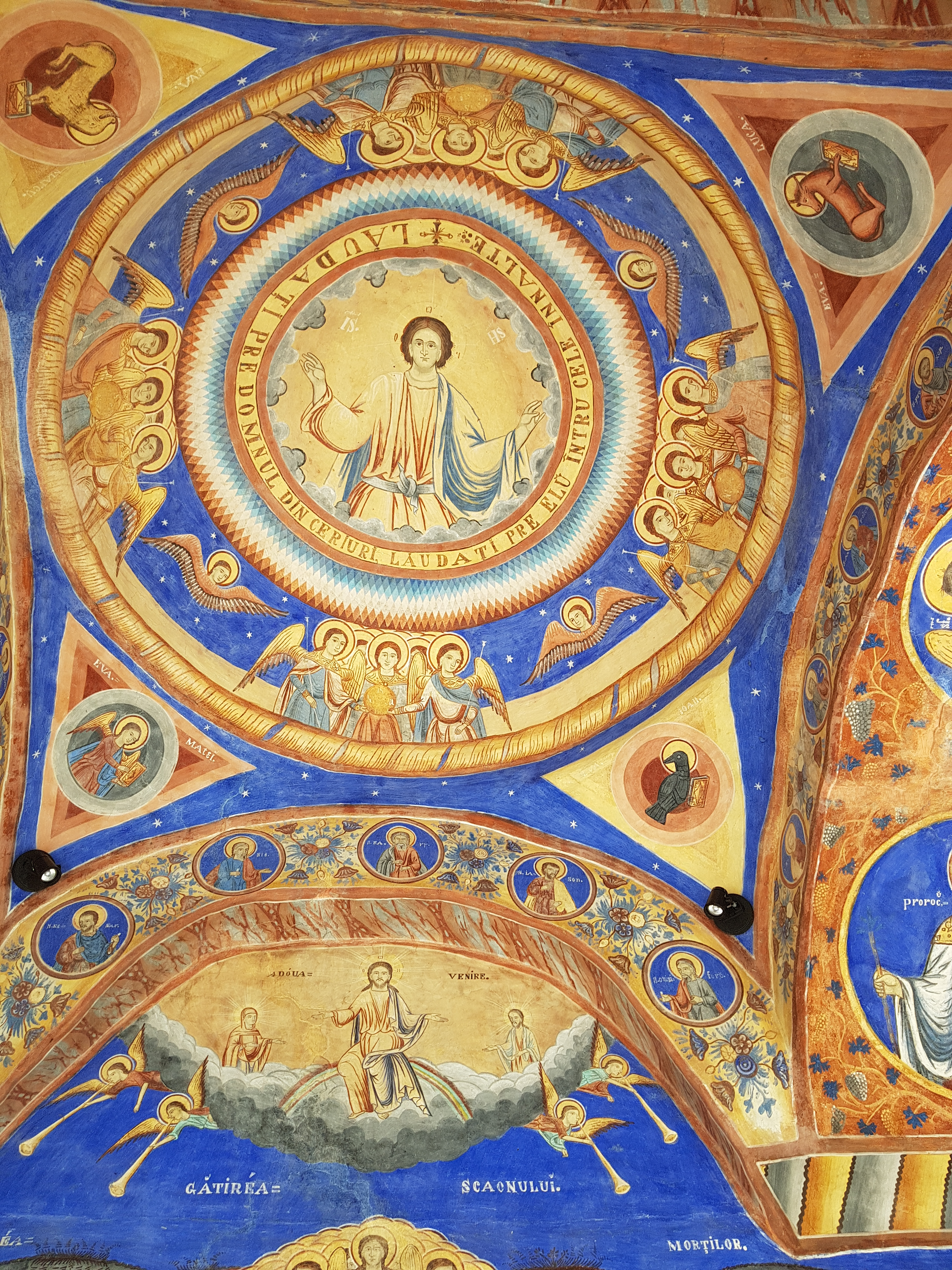
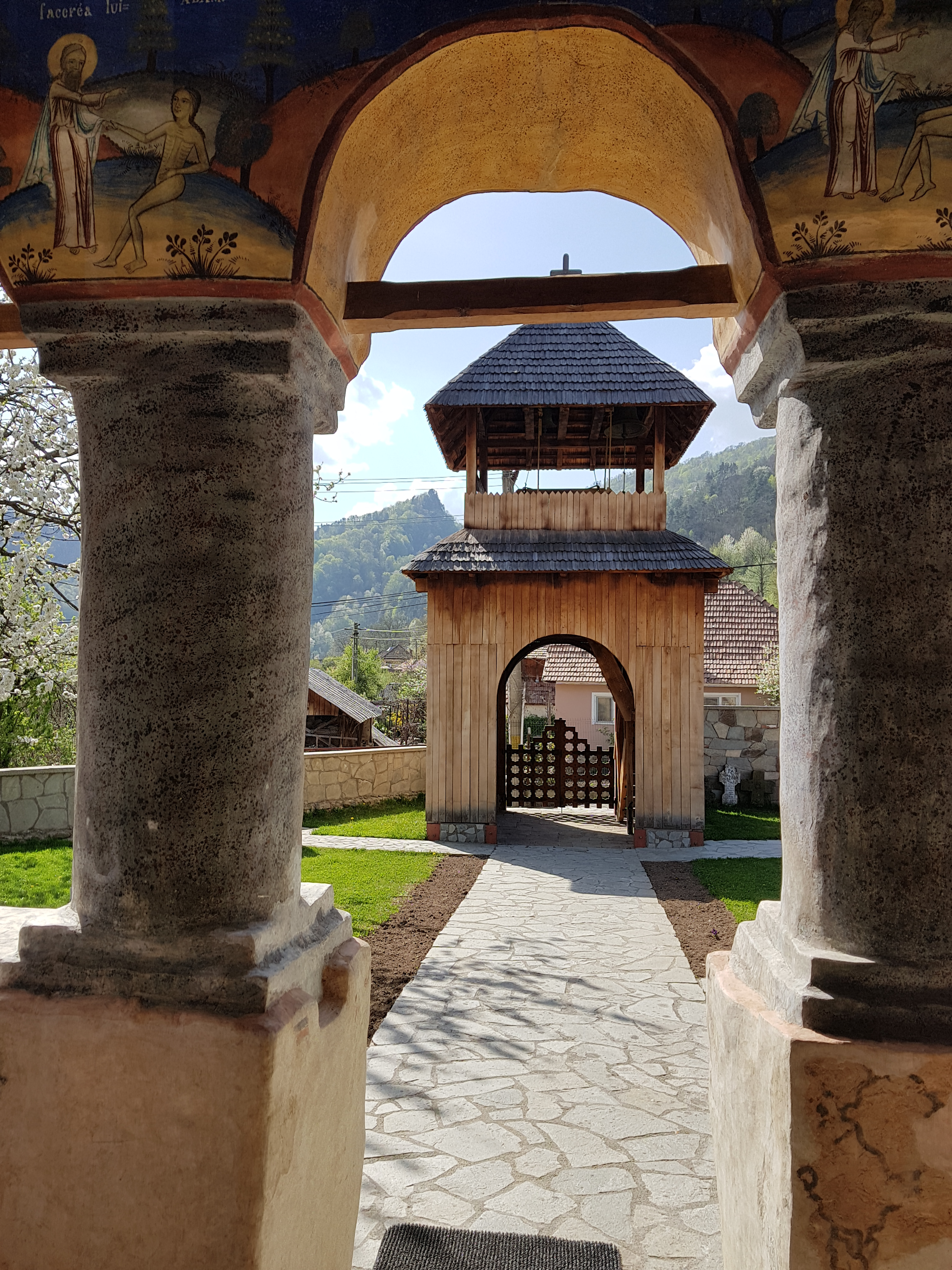
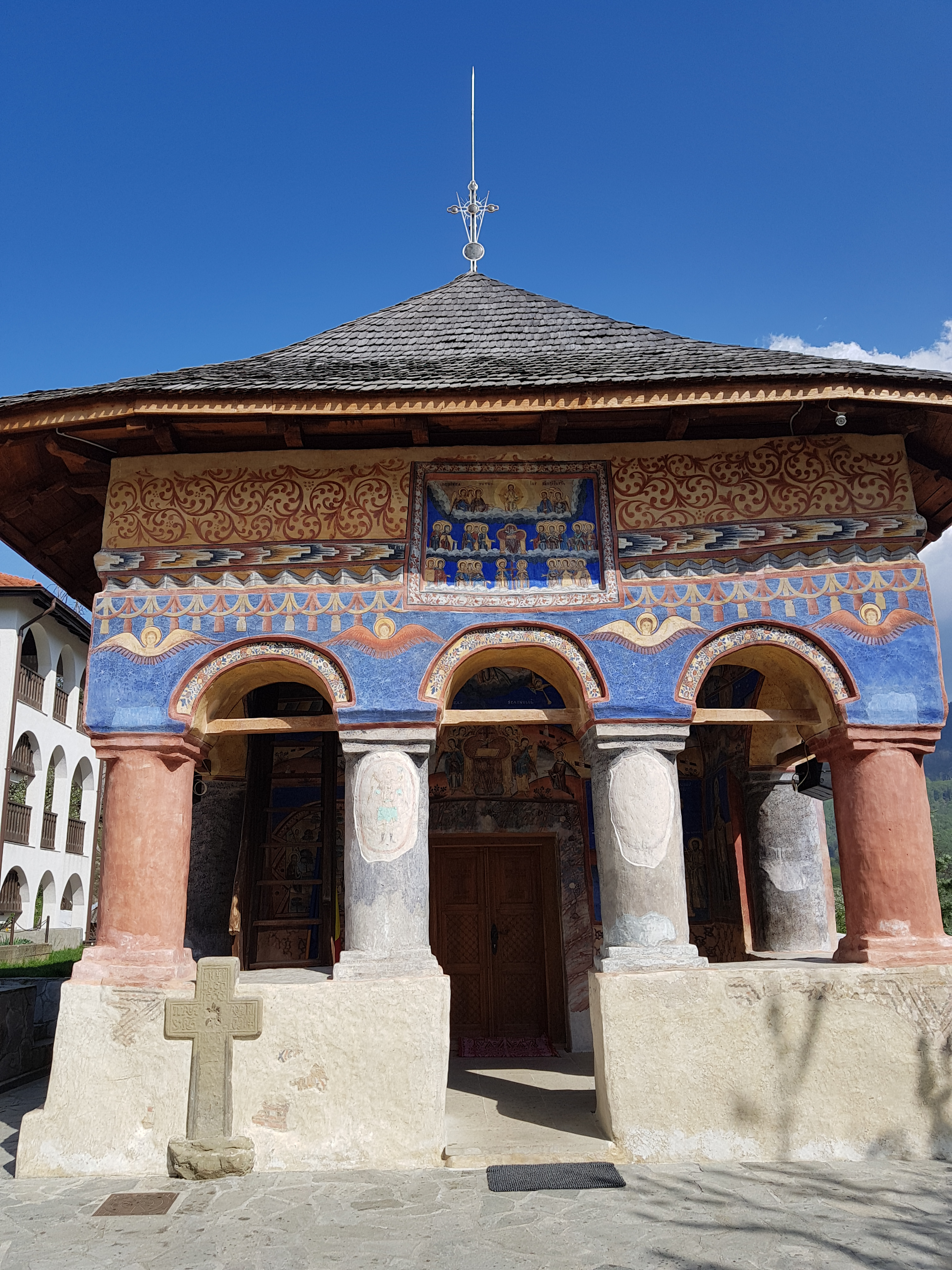
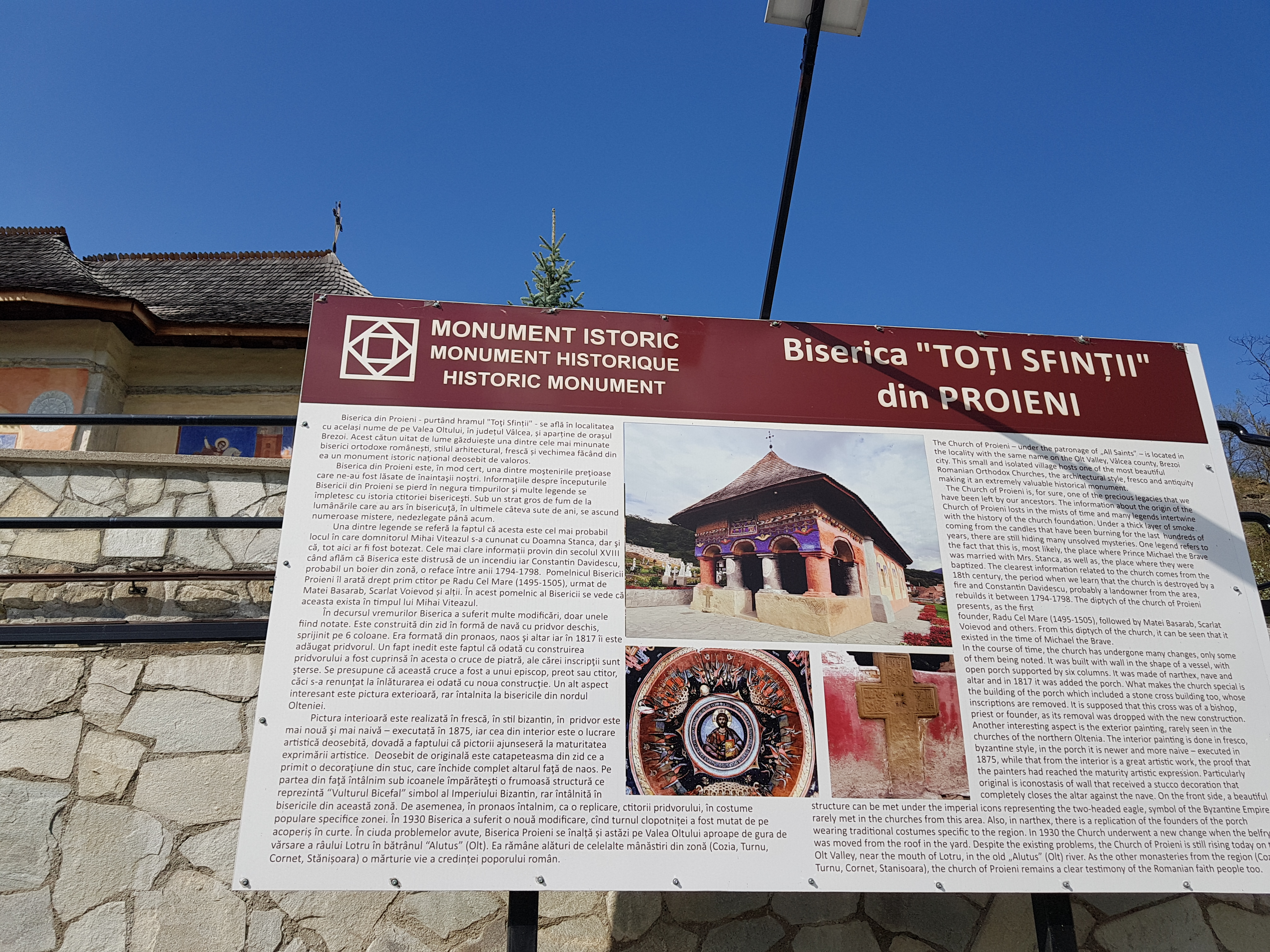